# Grnčar, Plav
Grnčar este un sat din comuna Plav, Muntenegru. Conform datelor de la recensământul din 2003, localitatea are 191 de locuitori (la recensământul din 1991 erau 481 de locuitori).

## Demografie
În satul Grnčar locuiesc 144 de persoane adulte, iar vârsta medie a populației este de 36,7 de ani (37,5 la bărbați și 35,8 la femei). În localitate sunt 54 de gospodării, iar numărul mediu de membri în gospodărie este de 3,54.
Populația localității este foarte eterogenă.
|  |

| Demografie | Demografie | Demografie |
| An         | Locuitori  | Locuitori  |
| ---------- | ---------- | ---------- |
|            |            |            |
|            |            |            |
|            |            |            |
|            |            |            |
| 1948       | 464        |            |
| 1953       | 581        |            |
| 1961       | 596        |            |
| 1971       | 541        |            |
| 1981       | 612        |            |
| 1991       | 481        | 329        |
| 2003       | 360        | 191        |

| \| Componența etnică conform recensământului din 2003[2] \| Componența etnică conform recensământului din 2003[2] \| Componența etnică conform recensământului din 2003[2] \| Componența etnică conform recensământului din 2003[2] \| Componența etnică conform recensământului din 2003[2] \| \| ----------------------------------------------------- \| ----------------------------------------------------- \| ----------------------------------------------------- \| ----------------------------------------------------- \| ----------------------------------------------------- \| \| \| \| \| \| \| \| Bosniaci \| Bosniaci \| \| 89 \| 46,59% \| \| Sârbi \| Sârbi \| \| 60 \| 31,41% \| \| Musulmani \| Musulmani \| \| 22 \| 11,51% \| \| Albanezi \| Albanezi \| \| 11 \| 5,75% \| \| Muntenegreni \| Muntenegreni \| \| 4 \| 2,09% \| \| Iugoslavi \| Iugoslavi \| \| 2 \| 1,04% \| \| necunoscută \| necunoscută \| \| 0 \| 0% \| |              |  |    |        |
| Componența etnică conform recensământului din 2003 |              |  |    |        |
| |              |  |    |        |
| Bosniaci | Bosniaci     |  | 89 | 46,59% |
| Sârbi | Sârbi        |  | 60 | 31,41% |
| Musulmani | Musulmani    |  | 22 | 11,51% |
| Albanezi | Albanezi     |  | 11 | 5,75%  |
| Muntenegreni | Muntenegreni |  | 4  | 2,09%  |
| Iugoslavi | Iugoslavi    |  | 2  | 1,04%  |
| necunoscută | necunoscută  |  | 0  | 0%     |